# PGC 2198458
LEDA/PGC 2198458 ist eine Galaxie im Sternbild Perseus am Nordsternhimmel. Sie ist schätzungsweise 522 Millionen Lichtjahre von der Milchstraße entfernt und hat einen Durchmesser von etwa 100.000 Lichtjahren. Vom Sonnensystem aus entfernt sich das Objekt mit einer errechneten Radialgeschwindigkeit von näherungsweise 11.600 Kilometern pro Sekunde.
Gemeinsam mit PGC 2198250 bilded sie ein gravitativ gebundenes Galaxienpaar.

## Galaktisches Umfeld
| Nr. | Galaxie          | Alternativname          | Rek           | Dek           | Distanz/asec |
| --- | ---------------- | ----------------------- | ------------- | ------------- | ------------ |
| →   | LEDA/PGC 2198458 | NSA 132524              | 02h46m13.32s  | +42d25m04.7s  | 0            |
| 1   | LEDA/PGC 2198250 | NSA 132525              | 02h46m15.33s  | +42d24m22.7s  | 47.45        |
| 2   | LEDA/PGC 2197909 | 2MASX J02455138+4223187 | 02h45m51.39s  | +42d23m18.8s  | 264.97       |
| 3   | LEDA/PGC 2196078 | 2MASX J02462458+4217508 | 02h46m24.58s  | +42d17m50.6s  | 451.47       |
| 4   | LEDA/PGC 2201006 | NSA 132518              | 02h45m59.750s | +42d32m32.52s | 472.36       |
| 5   | LEDA/PGC 2199985 | 2MASX J02453593+4229331 | 02h45m35.95s  | +42d29m32.9s  | 491.69       |
| 6   | LEDA/PGC 2196198 | 2MASX J02454350+4218120 | 02h45m43.51s  | +42d18m12.4s  | 527.97       |
| 7   | LEDA/PGC 2198101 | 2MASX J02451191+4223550 | 02h45m11.91s  | +42d23m54.8s  | 683.88       |
| 8   | LEDA/PGC 2202835 | NSA 132526              | 02h46m17.58s  | +42d37m44.8s  | 761.69       |
| 9   | LEDA/PGC 2202812 | NSA 132531              | 02h46m27.077s | +42d37m41.04s | 771.72       |
| 10  | LEDA/PGC 2201333 | 2MASX J02452000+4233270 | 02h45m20.02s  | +42d33m26.7s  | 774.04       |
| 11  | LEDA/PGC 3096848 | NSA 132538              | 02h46m42.41s  | +42d38m53.5s  | 888.69       |
| 12  | LEDA/PGC 2193800 | 2MASX J02463578+4210453 | 02h46m35.76s  | +42d10m45.4s  | 894.26       |
| 13  | LEDA/PGC 213081  | 2MASX J02453277+4211481 | 02h45m32.78s  | +42d11m48.3s  | 914.59       |